# Treatise on Invertebrate Paleontology

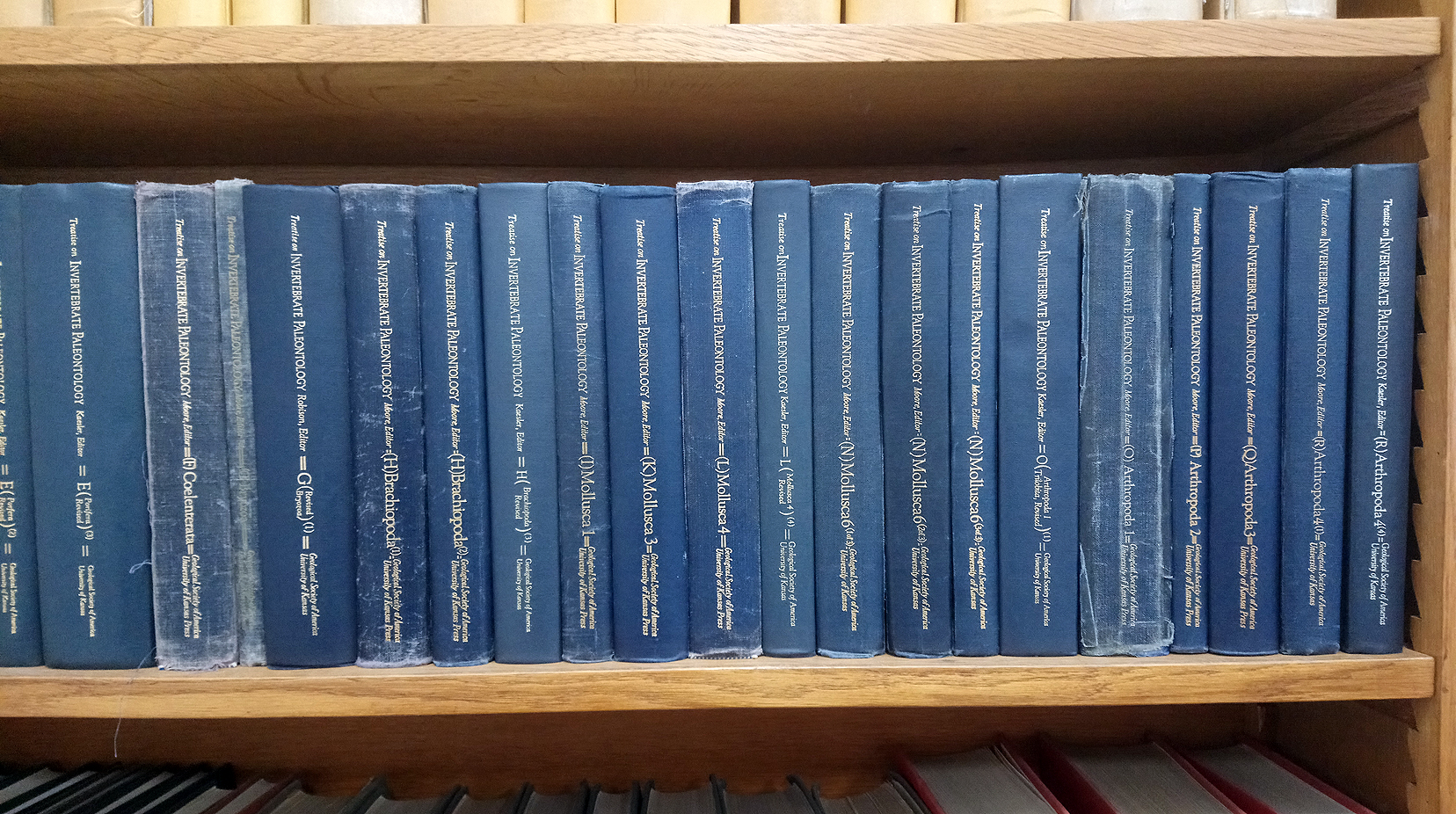
Treatise on Invertebrate Paleontology w księgozbiorze podręcznym biblioteki paleontologicznej

Treatise on Invertebrate Paleontology – seria wydawnicza w języku angielskim, standardowe kompendium z dziedziny paleontologii bezkręgowców. Od 1953 roku wydano ponad 50 tomów, będących dziełem około 300 autorów z całego świata. Założycielem i długoletnim redaktorem serii był amerykański geolog i paleontolog Raymond Cecil Moore.

## Założenia wydawnicze i historia serii
Początkowo zamierzano wydać zwięzły przegląd wszystkich grup bezkręgowców kopalnych na podstawie istniejących danych; objętość takiego wydawnictwa obliczano na około 3000 stron. Z czasem Treatise stał się całościowym kompendium, uwzględniającym również protisty, opracowywanym w ramach specjalnych projektów badawczych; poszczególne tomy podają najpierw ogólne dane na temat przedstawicieli danej grupy (często z uwzględnieniem ekologii i paleoekologii), a następnie szczegółowy przegląd wszystkich jej podgrup systematycznych do szczebla rodzaju włącznie (w tym synonimiki rodzajów).
Serię wydawały wspólnie Amerykańskie Towarzystwo Geologiczne (ang. Geological Society of America) i Uniwersytet Kansas, od 2009 wydawcą jest Instytut Paleontologii Uniwersytetu Kansas. Gotowe rozdziały nieukończonych jeszcze tomów są udostępniane na stronach Treatise Online. Według informacji, umieszczanej na początku tomów Treatise, przygotowanie i wydanie całej serii było możliwe dzięki:
- funduszom zapewnionym przez Amerykańskie Towarzystwo Geologiczne oraz zbiorowych i indywidualnych sponsorów Uniwersytetu Kansas oraz samego projektu Treatise;
- współpracy uczonych z całego świata [dwie autorki z Polski, patrz niżej];
- zgodzie Uniwersytetu Kansas na wydawanie poszczególnych tomów bez zysku dla wydawnictwa (tylko zwrot kosztów druku)[9].

Z Polski autorkami Treatise były dwie paleontolożki z Instytutu Paleobiologii PAN, badaczka ramienionogów Gertruda Biernat (tom H, pierwsze wydanie, 1965) i badaczka graptolitów Anna Kozłowska (tom V, trzecie wydanie, 2023).

## Zarys podziału na części
Poniżej podano zarys planu wydawniczego serii. Większość części (oznaczonych literami) podzielona jest na tomy (oznaczone cyframi). Niektóre części miały dwa wydania; w 2023 jedna z części (tom V, poświęcony graptolitom) została wydana po raz trzeci.
- A – Wprowadzenie
- B–D – Prokarionty i protisty (B: bakterie, archeony, ramienice; C: otwornice: D: promienice)
- E – Gąbki
- F – Parzydełkowce
- G – Mszywioły
- H – Ramienionogi
- I–N – Mięczaki (I–J: chitony, łódkonogi, ślimaki, K–M: głowonogi; N: małże)
- O–R – Stawonogi (O: trylobity; P: szczękoczułkowce; Q: małżoraczki; R: skorupiaki i owady)
- S–U – Szkarłupnie (S: szkarłupnie paleozoiczne; T: liliowce: U: rozgwiazdy, wężowidła, jeżowce)
- V – Graptolity
- W – Suplement, skamieniałości śladowe, konodonty